# 小行星列表/158701-158800
| 名稱         | 臨時編號   | 發現日期      | 發現地點   | 發現者                         |
| ------------ | ---------- | ------------- | ---------- | ------------------------------ |
| 小行星158701 | 2003 FU108 | 2003年3月31日 | 索科罗     | 林肯近地小行星研究小组         |
| 小行星158702 | 2003 FP121 | 2003年3月25日 | 可可尼诺县 | 洛厄尔天文台近地小行星搜寻计划 |
| 小行星158703 | 2003 FX130 | 2003年3月31日 | 可可尼诺县 | 洛厄尔天文台近地小行星搜寻计划 |
| 小行星158704 | 2003 FK131 | 2003年3月25日 | 可可尼诺县 | 洛厄尔天文台近地小行星搜寻计划 |
| 小行星158705 | 2003 GO3   | 2003年4月1日  | 索科罗     | 林肯近地小行星研究小组         |
| 小行星158706 | 2003 GL7   | 2003年4月1日  | 索科罗     | 林肯近地小行星研究小组         |
| 小行星158707 | 2003 GQ7   | 2003年4月1日  | 索科罗     | 林肯近地小行星研究小组         |
| 小行星158708 | 2003 GY7   | 2003年4月3日  | 可可尼诺县 | 洛厄尔天文台近地小行星搜寻计划 |
| 小行星158709 | 2003 GJ12  | 2003年4月1日  | 索科罗     | 林肯近地小行星研究小组         |
| 小行星158710 | 2003 GA19  | 2003年4月4日  | 基特峰     | 太空监视                       |
| 小行星158711 | 2003 GB27  | 2003年4月5日  | 海勒卡拉   | 近地小行星追踪                 |
| 小行星158712 | 2003 GZ42  | 2003年4月9日  | 帕洛马山   | 近地小行星追踪                 |
| 小行星158713 | 2003 HC5   | 2003年4月24日 | 可可尼诺县 | 洛厄尔天文台近地小行星搜寻计划 |
| 小行星158714 | 2003 HO12  | 2003年4月23日 | 帝王台     | 帝王台近地天體巡天             |
| 小行星158715 | 2003 HR21  | 2003年4月26日 | 海勒卡拉   | 近地小行星追踪                 |
| 小行星158716 | 2003 HS22  | 2003年4月25日 | 索科罗     | 林肯近地小行星研究小组         |
| 小行星158717 | 2003 HP45  | 2003年4月30日 | 索科罗     | 林肯近地小行星研究小组         |
| 小行星158718 | 2003 HW45  | 2003年4月27日 | 可可尼诺县 | 洛厄尔天文台近地小行星搜寻计划 |
| 小行星158719 | 2003 JL7   | 2003年5月2日  | 基特峰     | 太空监视                       |
| 小行星158720 | 2003 JF17  | 2003年5月8日  | 索科罗     | 林肯近地小行星研究小组         |
| 小行星158721 | 2003 KN10  | 2003年5月25日 | 基特峰     | 太空监视                       |
| 小行星158722 | 2003 KC18  | 2003年5月27日 | 海勒卡拉   | 近地小行星追踪                 |
| 小行星158723 | 2003 KK28  | 2003年5月21日 | 可可尼诺县 | 洛厄尔天文台近地小行星搜寻计划 |
| 小行星158724 | 2003 KX34  | 2003年5月29日 | 索科罗     | 林肯近地小行星研究小组         |
| 小行星158725 | 2003 KD35  | 2003年5月29日 | 基特峰     | 太空监视                       |
| 小行星158726 | 2003 LG2   | 2003年6月1日  | 索科罗     | 林肯近地小行星研究小组         |
| 小行星158727 | 2003 MD    | 2003年6月21日 | 索科罗     | 林肯近地小行星研究小组         |
| 小行星158728 | 2003 ML1   | 2003年6月23日 | 索科罗     | 林肯近地小行星研究小组         |
| 小行星158729 | 2003 MP3   | 2003年6月25日 | 索科罗     | 林肯近地小行星研究小组         |
| 小行星158730 | 2003 MJ7   | 2003年6月29日 | 索科罗     | 林肯近地小行星研究小组         |
| 小行星158731 | 2003 MS8   | 2003年6月28日 | 索科罗     | 林肯近地小行星研究小组         |
| 小行星158732 | 2003 NS7   | 2003年7月9日  | 基特峰     | 太空监视                       |
| 小行星158733 | 2003 OS5   | 2003年7月24日 | 芦苇溪     | 约翰·布劳顿                    |
| 小行星158734 | 2003 OP12  | 2003年7月26日 | 海勒卡拉   | 近地小行星追踪                 |
| 小行星158735 | 2003 OG19  | 2003年7月30日 | 帕洛马山   | 近地小行星追踪                 |
| 小行星158736 | 2003 PK3   | 2003年8月2日  | 海勒卡拉   | 近地小行星追踪                 |
| 小行星158737 | 2003 PL3   | 2003年8月2日  | 海勒卡拉   | 近地小行星追踪                 |
| 小行星158738 | 2003 QF8   | 2003年8月20日 | 帕洛马山   | 近地小行星追踪                 |
| 小行星158739 | 2003 QY31  | 2003年8月21日 | 帕洛马山   | 近地小行星追踪                 |
| 小行星158740 | 2003 QJ36  | 2003年8月22日 | 索科罗     | 林肯近地小行星研究小组         |
| 小行星158741 | 2003 QA37  | 2003年8月22日 | 帕洛马山   | 近地小行星追踪                 |
| 小行星158742 | 2003 QV41  | 2003年8月22日 | 索科罗     | 林肯近地小行星研究小组         |
| 小行星158743 | 2003 QH43  | 2003年8月22日 | 海勒卡拉   | 近地小行星追踪                 |
| 小行星158744 | 2003 QT44  | 2003年8月23日 | 索科罗     | 林肯近地小行星研究小组         |
| 小行星158745 | 2003 QU49  | 2003年8月22日 | 海勒卡拉   | 近地小行星追踪                 |
| 小行星158746 | 2003 QF51  | 2003年8月22日 | 帕洛马山   | 近地小行星追踪                 |
| 小行星158747 | 2003 QF52  | 2003年8月23日 | 帕洛马山   | 近地小行星追踪                 |
| 小行星158748 | 2003 QX56  | 2003年8月23日 | 索科罗     | 林肯近地小行星研究小组         |
| 小行星158749 | 2003 QW57  | 2003年8月23日 | 帕洛马山   | 近地小行星追踪                 |
| 小行星158750 | 2003 QB61  | 2003年8月23日 | 索科罗     | 林肯近地小行星研究小组         |
| 小行星158751 | 2003 QZ62  | 2003年8月23日 | 索科罗     | 林肯近地小行星研究小组         |
| 小行星158752 | 2003 QV71  | 2003年8月25日 | 海勒卡拉   | 近地小行星追踪                 |
| 小行星158753 | 2003 QP76  | 2003年8月24日 | 索科罗     | 林肯近地小行星研究小组         |
| 小行星158754 | 2003 QW81  | 2003年8月23日 | 帕洛马山   | 近地小行星追踪                 |
| 小行星158755 | 2003 QP85  | 2003年8月24日 | 索科罗     | 林肯近地小行星研究小组         |
| 小行星158756 | 2003 QU87  | 2003年8月25日 | 索科罗     | 林肯近地小行星研究小组         |
| 小行星158757 | 2003 QV87  | 2003年8月25日 | 索科罗     | 林肯近地小行星研究小组         |
| 小行星158758 | 2003 QG95  | 2003年8月29日 | 海勒卡拉   | 近地小行星追踪                 |
| 小行星158759 | 2003 QC96  | 2003年8月30日 | 海勒卡拉   | 近地小行星追踪                 |
| 小行星158760 | 2003 QL101 | 2003年8月29日 | 索科罗     | 林肯近地小行星研究小组         |
| 小行星158761 | 2003 QK102 | 2003年8月31日 | 基特峰     | 太空监视                       |
| 小行星158762 | 2003 RS    | 2003年9月2日  | 索科罗     | 林肯近地小行星研究小组         |
| 小行星158763 | 2003 RO7   | 2003年9月4日  | 索科罗     | 林肯近地小行星研究小组         |
| 小行星158764 | 2003 RM12  | 2003年9月14日 | 帕洛马山   | 近地小行星追踪                 |
| 小行星158765 | 2003 RA13  | 2003年9月14日 | 海勒卡拉   | 近地小行星追踪                 |
| 小行星158766 | 2003 SD5   | 2003年9月16日 | 基特峰     | 太空监视                       |
| 小行星158767 | 2003 SG5   | 2003年9月16日 | 基特峰     | 太空监视                       |
| 小行星158768 | 2003 SQ45  | 2003年9月16日 | 可可尼诺县 | 洛厄尔天文台近地小行星搜寻计划 |
| 小行星158769 | 2003 SY47  | 2003年9月18日 | 帕洛马山   | 近地小行星追踪                 |
| 小行星158770 | 2003 SD56  | 2003年9月16日 | 可可尼诺县 | 洛厄尔天文台近地小行星搜寻计划 |
| 小行星158771 | 2003 SC58  | 2003年9月16日 | 基特峰     | 太空监视                       |
| 小行星158772 | 2003 SB60  | 2003年9月17日 | 可可尼诺县 | 洛厄尔天文台近地小行星搜寻计划 |
| 小行星158773 | 2003 SY60  | 2003年9月17日 | 基特峰     | 太空监视                       |
| 小行星158774 | 2003 SK62  | 2003年9月17日 | 基特峰     | 太空监视                       |
| 小行星158775 | 2003 SR64  | 2003年9月18日 | 帝王台     | 帝王台近地天體巡天             |
| 小行星158776 | 2003 SK65  | 2003年9月18日 | 可可尼诺县 | 洛厄尔天文台近地小行星搜寻计划 |
| 小行星158777 | 2003 SV65  | 2003年9月18日 | 索科罗     | 林肯近地小行星研究小组         |
| 小行星158778 | 2003 SC67  | 2003年9月19日 | 索科罗     | 林肯近地小行星研究小组         |
| 小行星158779 | 2003 SJ75  | 2003年9月18日 | 基特峰     | 太空监视                       |
| 小行星158780 | 2003 SN75  | 2003年9月18日 | 基特峰     | 太空监视                       |
| 小行星158781 | 2003 SO90  | 2003年9月18日 | 索科罗     | 林肯近地小行星研究小组         |
| 小行星158782 | 2003 SB97  | 2003年9月19日 | 帕洛马山   | 近地小行星追踪                 |
| 小行星158783 | 2003 SO102 | 2003年9月20日 | 索科罗     | 林肯近地小行星研究小组         |
| 小行星158784 | 2003 SB103 | 2003年9月20日 | 海勒卡拉   | 近地小行星追踪                 |
| 小行星158785 | 2003 SG118 | 2003年9月16日 | 帕洛马山   | 近地小行星追踪                 |
| 小行星158786 | 2003 SB121 | 2003年9月17日 | 索科罗     | 林肯近地小行星研究小组         |
| 小行星158787 | 2003 SJ121 | 2003年9月17日 | 基特峰     | 太空监视                       |
| 小行星158788 | 2003 SK126 | 2003年9月19日 | 基特峰     | 太空监视                       |
| 小行星158789 | 2003 SB128 | 2003年9月20日 | 索科罗     | 林肯近地小行星研究小组         |
| 小行星158790 | 2003 SG134 | 2003年9月18日 | 帕洛马山   | 近地小行星追踪                 |
| 小行星158791 | 2003 SJ138 | 2003年9月19日 | 海勒卡拉   | 近地小行星追踪                 |
| 小行星158792 | 2003 SM139 | 2003年9月18日 | 索科罗     | 林肯近地小行星研究小组         |
| 小行星158793 | 2003 SF143 | 2003年9月20日 | 索科罗     | 林肯近地小行星研究小组         |
| 小行星158794 | 2003 SG149 | 2003年9月16日 | 基特峰     | 太空监视                       |
| 小行星158795 | 2003 SZ157 | 2003年9月21日 | 索科罗     | 林肯近地小行星研究小组         |
| 小行星158796 | 2003 SQ162 | 2003年9月19日 | 索科罗     | 林肯近地小行星研究小组         |
| 小行星158797 | 2003 SR164 | 2003年9月20日 | 可可尼诺县 | 洛厄尔天文台近地小行星搜寻计划 |
| 小行星158798 | 2003 SR168 | 2003年9月23日 | 海勒卡拉   | 近地小行星追踪                 |
| 小行星158799 | 2003 SV186 | 2003年9月22日 | 可可尼诺县 | 洛厄尔天文台近地小行星搜寻计划 |
| 小行星158800 | 2003 SX187 | 2003年9月22日 | 可可尼诺县 | 洛厄尔天文台近地小行星搜寻计划 |